# 175P/Hergenrother
175P/Hergenrother (też Hergenrother 2) – kometa krótkookresowa z rodziny komet Jowisza.

## Odkrycie
Kometę tę odkrył Carl Hergenrother 4 lutego 2000 roku w ramach programu Catalina Sky Survey. W nazwie znajduje się nazwisko odkrywcy.

## Orbita komety i właściwości fizyczne
Orbita komety 175P/Hergenrother ma kształt elipsy o mimośrodzie 0,42. Jej peryhelium znajduje się w odległości 2,02 j.a., aphelium zaś 4,96 j.a. od Słońca. Jej okres obiegu wokół Słońca wynosi 6,52 roku, nachylenie do ekliptyki to wartość 6,1˚.
Średnica jądra tej komety to maks. kilka km.